# Mas Izquierda Ciudadana
Mas Izquierda Ciudadana fue un partido político chileno de izquierda. Surgió en agosto de 2018 como la fusión de las colectividades MAS Región (MAS-R) e Izquierda Ciudadana (IC). En 2019 fue disuelto legalmente y los exmiembros de la Izquierda Ciudadana se unieron al Partido Progresista de Chile.

## Historia
MAS Izquierda Ciudadana nació luego de que ambas colectividades, que entre 2013 y 2018 formaron parte de la Nueva Mayoría, no alcanzaran la votación mínima requerida por ley para mantener su estatus legal en las elecciones parlamentarias de 2017. 
Su fusión fue anunciada por el Servicio Electoral de Chile (Servel) el 11 de mayo de 2018 y el 13 de agosto de 2018 se informó que estaba constituido en las Regiones de Arica y Parinacota, Tarapacá, Antofagasta, Atacama, O'Higgins, Maule, Biobío y La Araucanía. En septiembre se sumó la recién creada Región de Ñuble.
Ambas agrupaciones políticas fusionadas pertenecían al Foro de Sao Paulo. Para el XXIV Encuentro, realizado entre el 15 y 17 de julio de 2018 en La Habana, Cuba, el exministro Víctor Osorio Reyes asistió como representante de MAS Izquierda Ciudadana.
El 19 de marzo de 2019, y luego de diferentes e infructuosos intentos de militantes de regiones y comunales de base por constituir la directiva del nuevo partido fusionado (MAS Región e Izquierda Ciudadana), el Servel resolvió y notificó a su presidente transitorio, Fernando Zamorano, la disolución del partido al no haber constituido sus órganos intermedios y el Tribunal Supremo en el plazo legal de seis meses. Luego de conocerse la resolución del Servicio Electoral, desde agosto de ese mismo año los exmiembros de la Izquierda Ciudadana de Chile se unieron al Partido Progresista de Chile.

## Directiva
La directiva del partido, al momento de su constitución, quedó integrada por:
- Presidente: Fernando Zamorano Fernández.
- Primer vicepresidente: Claudio Chandía Ralph.
- Segunda vicepresidenta : Alejandra Muñoz Valenzuela.
- Tercer vicepresidente: Jaime Bravo Oliva.
- Cuarta vicepresidenta de Género: Nicol Isidora Pérez Fernández.
- Secretario general: Francisco Parraguez Leiva.
- Subsecretario General: Sergio Eduardo Vergara Morales.
- Tesorera: María Cecilia Pardo López.